# Kristaps Eklons
Kristaps Eklons (ur. 1971) – łotewski strażak, w latach 2011–2022 zastępca dowódcy łotewskiej straży pożarnej VUGD, w 2022 minister spraw wewnętrznych.

## Życiorys
W 1992 ukończył szkołę pożarniczą we Lwowie, a w 1997 uzyskał magisterium z nauk technicznych w akademii pożarniczej w Moskwie. W pierwszej połowie lat 90. był wykładowcą w szkole pożarniczej. Od 1995 obejmował różne stanowiska w strukturze łotewskiej straży pożarnej. Był dowódcą brygady szybkiego reagowania i dowódcą tej służby w jednym z okręgów Rygi. W 2006 został zastępcą dyrektora ds. zarządzania operacyjnego, a od 2011 do 2022 był zastępcą komendanta głównego VUGD.
W maju 2022 z rekomendacji koalicji Dla Rozwoju/Za! objął urząd ministra spraw wewnętrznych w rządzie Artursa Krišjānisa Kariņša. Funkcję tę pełnił do grudnia tegoż roku.

## Odznaczenia
W 2010, za zasługi w niesieniu pomocy poszkodowanym podczas powodzi w Polsce w maju i w czerwcu 2010 r., został odznaczony Złotym Krzyżem Zasługi.